# Mulhouse Olympic Natation
Le Mulhouse Olympic Natation (MON) est un club français de natation basé à Mulhouse dans le Haut-Rhin. Le club est créé le 24 septembre 1962 par la fusion des sections de natation du Cercle des nageurs de Mulhouse, de l'AS Mulhouse, de l'US Mulhouse et du Sporting Mulhouse.

## Historique
Dans les années 2000, grâce au pôle France encadré notamment par Lionel Horter, lui-même ancien nageur du club, plusieurs nageurs et nageuses ont glané des titres nationaux et internationaux.
Après sept millions d’euros de dépenses financées par des fonds publics, un nouveau centre d'entrainement est inauguré en 2011 par Jean-Marie Bockel. Celui ci reste à l'usage exclusif du Mulhouse Olympic Natation.
Le club est divisé en deux entités en 2013 : d'un côté l'association qui s'occupe de la partie « compétitions » et de l'autre, une société appartenant à la famille Horter et gérant les aspects « loisirs ». Mais quelques années plus tard, la confusion des comptes se voit soulignée, les subventions de l'association servant à financer et développer la société (MON Club),, par l'intermédiaire de diverses « sociétés satellites ». Au delà de cette irrégularité, la Chambre régionale des comptes publie en 2017 un rapport dénonçant d'autres problèmes dans les comptes du MON ; il sera suivi d'un second rapport. D'autres montages financiers, imbriquant parfois plusieurs entreprises et l'association, sont révélés, ainsi que des salaires étonnants, des voyages au soleil au frais du club ou d'autres dépenses inhabituelles.
Entre les Jeux olympiques de 2012 et ceux de 2016, la famille Horter est au sommet de leurs succès respectifs : Marie Octavie est vice-présidente de la Fédération française de natation et son fils, Lionel, est à la tête de l’équipe de France puis « directeur technique national » jusqu'en septembre 2014, époque où il démissionne. Entre-temps Yannick Agnel part des États-Unis où il s'entraine et arrive à Mulhouse en 2014 ; cette même année, Coralie Balmy quitte le MON avec des impayés de la part du club. En juin 2020, Amaury Leveaux intègre de nouveau son club d'origine.
Depuis quelques années, le club, ainsi que les membres de la famille Horter, sont confrontés à des procédures judiciaires : une plainte pour « escroquerie » est déposée par une ancienne élève en sport-étude, procédure classée, puis ouverte de nouveau ; d'autres plaintes, concernant des surfacturations, sont également déposées ; début 2020, une enquête est ouverte par la procureure de la République de Mulhouse et la brigade financière de la PJ de Mulhouse est saisie du sujet. Détournements de fonds, fraude fiscale, abus de biens sociaux, recel, « mouvements d’argent difficilement compréhensibles », les comptes sont dans le viseur de la justice. En parallèle de ces affaires, la dimension politique de ces affaires est remarquée,, dont la promiscuité avec Roxana Maracineanu qui reconnait une liaison intime avec son entraineur dans son entretien avec Pierre-Emmanuel Luneau-Daurignac publié dans l'ouvrage: L'entraineur et l'enfant: les abus sexuels dans le sport. le tout avec des résultats sportifs en nette baisse. Début octobre 2020, une enquête menée par la cellule d'investigation de Radio France avait dénoncé les agissements des parents et du frère de Lionel Horter. Il y est reproché à Lionel Horter une mauvaise gestion de l'argent public, un cumul illégal d'emplois publics et privés et le non-versement de sommes contractuellement dues.
Les soutiens politiques s'effritent et « se dérobent » : à la demande de la région Grand Est fin 2020, un cabinet doit effectuer un rapport sur l'état du club, doublé d'un second audit émanant d'une demande de l'agglomération ; le mélange, de la part de membres de la famille, entre fonctions privées et publiques est particulièrement souligné dès le départ. Les conclusions de ce rapport d'une trentaine de pages font que l'agglomération de Mulhouse annonce, en mai 2021, vouloir retirer les conventions établies avec le MON au 1er janvier 2022, ; la lecture de l'audit situationnel montre une « situation financière très dégradée », des « comptes systématiquement déficitaires » et ce, malgré les larges fonds publics aidant à la gestion du club. Comme anticipé, les relations financières opaques, « mélange des genres » entre la société et l'association, sont un point qui apparait dans le rapport, ainsi que plusieurs déficiences comptables : « rien n'était écrit » affirme en complément Laetitia Choux, concernant les relations financières entre l'association et les nageurs.
Au delà de cette irrégularité, la Chambre régionale des comptes publie en 2017 un rapport dénonçant d'autres problèmes dans les comptes du MON ; il sera suivi d'un second rapport, en juin 2023 : ce rapport porte précisément sur le contrôle des comptes et sur la gestion de l'association Mulhouse Olympic Natation. Il détaille notamment différentes irrégularités. Il stipule que Lionel Horter, qui exerce l’emploi non statutaire de directeur général de l’association MON, coûte à l'association jusqu’à 161 000 € en 2019.
Entre-temps, le Mulhouse Olympic Natation est condamné à payer 60 000 euros à Yannick Agnel en juin 2020 à la suite d'une plainte déposée l'année précédente. L'affaire part en appel en 2022 et le jugement est confirmé. Ce litige est le point de départ qui met en lumière le MON auprès des médias car en 2021, Naome Horter, fille de Lionel Horter, dépose plainte ; le nageur se voit mis en examen en décembre 2021.
Laurent Horter, le fondateur, meurt en avril 2022. Trois générations de la famille Horter se sont alors succédé à la tête du MON, « une histoire de famille » comme l'écrit Amaury Leveaux, au fonctionnement paternaliste mais aussi « à la gueule du client » comme le précisent certains parents des élèves. Cette même année (2022), la société tant décriée MON Club est liquidée alors que la gestion a été retirée à la famille Horter. L'enquête préliminaire ordonnée par le tribunal d'instance de Mulhouse débouche sur un procès pour abus de confiance, abus de biens sociaux, et recel, initialement prévu en novembre 2023, reporté en janvier 2024.

## Entraîneurs
- Entraineurs → Lionel Horter (Directeur sportif du MON) - Nicolas Horter
- Techniciens sportifs → Thibault Bayrac

## Nageurs au M.O.N

### Années 1980 et 1990
- Franck Horter, spécialisé en dos et crawl (sélectionné aux Jeux olympiques de Barcelone en 1992 au titre du relais 4 × 200 m nage libre).
- Lionel Horter, spécialisé en papillon (aujourd'hui entraîneur du M.O.N).

### Années 2000
- Amaury Leveaux → spécialisé en papillon et en nage libre.
- Lacken Malateste (2003–2006)
- Laure Manaudou → spécialisée en dos crawlé et en nage libre.
- Roxana Maracineanu → spécialisée en dos crawlé.
- Aurore Mongel → spécialisée en papillon.
- Julien Nicolardot → spécialisé en brasse.
- Nicolas Rostoucher → spécialisé en longue distance (crawl).
- Sébastien Rouault → spécialisé en crawl.
- Benjamin Stasiulis → spécialisé en dos crawlé.

## Transferts des nageurs
- Laure Manaudou  «» mars 2008 - septembre 2008 (6 mois et continue à Marseille 1 année)
- Roxana Maracineanu  «» 1996 (?) − 2004 (fin de sa carrière)
- Aurore Mongel  «» 1998 (?) - 2010
- Nicolas Rostoucher  «» 2001 (?) - 2006 (direction Canet 66 natation pour 2 années)

## Palmarès

### Championnats de France de natation
| Année | Médaille d'or                             | Médaille d'argent                       | Médaille de bronze       |
| ----- | ----------------------------------------- | --------------------------------------- | ------------------------ |
| 2000  | 1 (Nicolas Rostoucher)                    | 0                                       | 1 (Nicolas Rostoucher)   |
| 2001  | 6                                         | 1 (Nicolas Rostoucher)                  | 3                        |
| 2002  | 6 (dont 3 de Marion Perrotin)             | 6 (dont 3 de Aurore Mongel en papillon) | 1 (dont Vanessa Darnois) |
| 2003  | 7                                         | 2                                       | 4 (dont 1 relais homme)  |
| 2004  | 7                                         | 3                                       | 1 Nicolas Rostoucher     |
| 2005  | 6 (dont 1 relais homme)                   | 5 (dont 5 hommes)                       | 2 (1 relais)             |
| 2006  | 7 (1 relais)                              | 4                                       | 3                        |
| 2007  | 1 (Aurore Mongel)                         | 5                                       | 4 (1 relais homme)       |
| 2008  | 7                                         | 2                                       | 2 (1 relais homme)       |
| 2009  | 2 (Aurore Mongel)                         | 1 (Aurore Mongel)                       | 3                        |
| 2010  | 5 (2 Aurore Mongel & 3 Sébastien Rouault) | 1 (Aurore Mongel)                       | 2                        |

- 2007 → Fin de Nicolas Rostoucher
- 2008 → Départ de Laure Manaudou
- 2009 → Départ de Sébastien Rouault
- 2009 → Fin de Benjamin Stasiulis
- 2009 → Fin de Laure Manaudou puis sa carrière sportive en tant que nageuse professionnelle aussi.

### Presse
- Emmanuelle Anizon, « Un club en eau trouble », L'Obs, no 3039,‎ 5 janvier 2023, p. 42-45 (ISSN 0029-4713).
- Mario Di Stefano, « A propos de « L’entraineur et l’enfant » », Alterpresse68,‎ 19 mars 2021 (ISSN 2680-8285, lire en ligne)